# Archaeotinodes armatus
Archaeotinodes armatus là một loài Trichoptera hóa thạch trong họ Ecnomidae.